# Hallstattschwert
Ein Hallstattschwert (auch Mindelheim-Schwert) ist ein meist aus Eisen geschmiedetes, seltener auch aus Bronze gegossenes Schwert.

## Beschreibung
Das Hallstattschwert hat eine zweischneidige, schmale, in der Mitte verbreiterte Klinge. Die Klinge wird vom Heft zum Ort schmaler und verbreitert sich in der Klingenmitte, danach läuft sie zum Ort hin wieder schmaler. Auf der Klinge befindet sich ein breiter Mittelgrat, der bis zum Ort läuft. Der Ort ist spitz. Das Heft besteht meist aus Bronze und ist oft verziert. Der Knauf ist in der Regel pilzförmig und aus Bronze oder organischem Material gefertigt. Selten finden sich Einlagen aus Glasfluss.
Das Hallstattschwert stellt einen Leitfund der frühen Hallstattzeit dar. Der charakteristische Typ Mindelheim ist ein Griffzungenschwert mit etwa 90 cm langer Klinge, die in der Mitte leicht breiter wird, sowie mit einem Pilzknauf aus organischem Material.